# Несчастье Аббаса
Несчастье Аббаса (азерб. Abbasın bədbəxtliyi) — первый мультипликационный фильм снятый в Азербайджане по мотивам азербайджанских народных сказок.

## История создания
После демонстрации документального фильма «Джат» (художник Басов), в которой были использованы анимационные приёмы, сотрудники киностудии «Азербайджанфильм» в 1935 году решили снять мультипликационный фильм, который назывался «Аббасын бедбехтлийи» («Несчастье Аббаса»). Режиссёром был молодой Э.Дикарев.
Фильм утерян.